# Grupo Abrente
El Grupo Abrente és el conjunt de dramaturgs que van participar o que es van donar a conèixer en les Mostres de Teatre Abrente de Ribadavia (1973-1980). Aquest grup és denominat també amb els noms de Xeración Abrente i Grupo de Ribadavia. La conformació dels dramaturgs que l'integren varia segons l'autor que seguim.
D'acord amb Pedro Pablo Riobó, serien autors de la Generació Abrente: Xosé Agrelo Hermo, Xoán Babarro González, Ramón Blanco Rey, Maria Pilar Campo Domínguez (Marica Campo), Xosé Manuel Carballo Ferreiro, Manuel Domínguez Quiroga, Anxo Eiriz Mouriz, Ana María Fernández Martínez, Maximino Fernández Queizán, Dores González Lorenzo, Xulio González Lorenzo, Manuel Guede, Manuel Lourenzo, Millán Picouto, Teodoro Piñeiro Alonso, Xosé Manuel Rabón Lamas, Ana Isabel Rodríguez Bernárdez, Euloxio Ruibal, Francisco Taxes, Pablo Vaamonde García, Camilo Valdeorras, Xosé Vázquez Pintor i Roberto Vidal Bolaño.
Per la seva banda, Manuel Fernández Vieites considera que són autors destacats del Grup de Ribadavia Manuel Lourenzo, Euloxio Ruibal, Roberto Vidal Bolaño, Xosé Agrelo Hermo, Xosé Manuel Carballo Ferreiro, Xosé Vázquez Pintor, Teodoro Piñeiro i Millán Picouto. Camilo Valdeorras i Manuel Guede, juntament amb autors com Constantino Rábade Castiñeiras, Xosé Manuel Pazos Varela o Alberto Avendaño, seran els escriptors dramàtics que funcionin de pont entre Abrente i les últimes promocions.
Finalment, en l'opinió de Laura Tato Fontaíña, no hi ha dubte que han de ser inclosos en el grup Abrente Manuel Lourenzo, Euloxio Ruibal, Roberto Vidal Bolaño, Xosé Agrelo Hermo, Millán Picouto i Francisco Taxes.